# 해주군
해주군(海州郡)은 해주시, 청단군, 벽성군, 강령군 북동부, 연평도, 태탄군 일부 지역, 신원군 남부 지역에 1938년까지 존재했던 행정 구역이다. 안중근 (安重根) 의사가 출생한 곳이기도 하다.

## 연혁
- 1895년 : 23부제의 실시로 해주군에 부청을 두고 산하의 16군을 관할하였다.
- 1896년 : 13도제가 실시되어 황해도의 도청소재지가 되었다.
- 1920년 : 해주면이 지정면(指定面)으로 승격하였다.
- 1931년 4월 1일 : 해주면이 해주읍(邑)이 되었다.[1]
- 1936년 4월 1일: 영동면 왕신리, 석계리, 청풍리 일부(→청풍정; 잔여지역은 한우리로 개칭), 서변면 동애리, 용당리, 선산리, 동양리 일부(→연하정)를 해주읍에 편입하였다.[2][3]
- 1938년 10월 1일 : 해주읍이 해주부(府)로 승격하여 군에서 분리되었고,[4] 해주군은 벽성군(碧城郡)으로 개칭하였다.[5]
- 1943년 10월 1일 : 서석면 일부가 해주부에 편입되었다.[6]

| 조선총독부령 제296호                 |             |
| 구 행정구역                          | 신 행정구역 |
| 벽성군 서석면 읍청리, 동양리, 율동리 | 해주부 일부 |
- 1945년 9월 2일 : 미국과 소련이 38선을 경계로 한반도를 분할 점령함으로써 내성면·일신면·추화면·청룡면·동강면·송림면·해남면과 영천면의 일부를 제외한 벽성군 전 지역이 소련군정 관할 아래 들어갔다.[7]
- 1945년 11월 4일 : 미군정이 38선 이남의 황해도 지역을 경기도에 편입하면서 38선 이남의 벽성군 지역 중 서부(옹진반도 지역)는 옹진군에,  동부는 연백군에 각각 편입되었다.[7][8]

| 군정법률 제22호 시도직제                                  |                    |
| 구 행정구역                                               | 신 행정구역        |
| 황해도 벽성군 내성면(영천면 합면), 일신면, 추화면, 청룡면 | 경기도 연백군 일부 |
| 황해도 벽성군 동강면, 송림면, 해남면                      | 경기도 옹진군 일부 |
- 한국 전쟁의 결과, 연평도를 제외한 옛 해주군 지역이 조선민주주의인민공화국에 점령되었다.